# Horst Heitzenröther
Horst Heitzenröther (* 21. Mai 1921 in Offenbach am Main; † 3. Juni 2023 in Berlin) war ein deutscher Publizist und Dramaturg.

## Leben
Horst Heitzenröther wurde 1921 in Offenbach am Main geboren, besuchte die Oberreal- und Handelsschule und zog 1939 im Alter von 18 Jahren  nach Berlin, um dort ein Volontariat in der Textilwerbung anzutreten. Dieses musste er nach kurzer Zeit aufgeben, da er zur Wehrmacht eingezogen wurde. Im Jahr 1943 begab er sich, vom Krieg völlig zermürbt, freiwillig in amerikanische Kriegsgefangenschaft, die er im Lager Fort Devens (Massachusetts) verbrachte und in dem er sich vorwiegend mit Kultur beschäftigte. Er schrieb für die Lagerzeitung, kümmerte sich um die Bibliothek und nahm aktiv an dem von E. R. Greulich geleiteten Kabarett teil.
Nach seiner Rückkehr aus der Kriegsgefangenschaft 1946 entdeckte er in der Wochenzeitschrift Start ein von ihm in Amerika verfasstes Gedicht, erklärte der Redaktion sein Interesse an kulturellen Themen und wurde daraufhin zur Mitarbeit aufgefordert. Das war der Beginn seiner publizistischen Laufbahn, die ihn bereits ein Jahr später zum Leiter der Kulturredaktion der Jungen Welt beförderte. Da er mit der täglichen Redaktionsarbeit nicht klarkam, wurde er wieder freischaffender Journalist. Durch die Vermittlung des ehemaligen Mitgefangenen E. R. Greulich wurde er Mitglied in der  Arbeitsgemeinschaft sozialistischer Schriftsteller, wodurch er leichter an Aufträge für seine schriftstellerischen Arbeiten kam. Durch den regelmäßigen Kontakt mit den Genossen wurde auch er Mitglied der SED, aus der er jedoch nach 18 Monaten wegen mangelnder Parteidisziplin entlassen wurde. Obwohl er nun in der Arbeitsgemeinschaft als parteiloser Genosse galt, hatte er weiterhin keine Probleme für Zeitungen, so auch für die Satirezeitschrift Frischer Wind, zu schreiben.
1948 wurde er am Kabarett Frischer Wind als Dramaturg, unter dem Direktor E. R. Greulich, eingestellt. Obwohl der Betrieb nach kurzer Zeit aufgegeben werden musste, hat Horst Heitzenröther so viel Gefallen am Kabarett gewonnen, dass er weitermachen wollte, beschaffte sich bei der SED 3000 Mark und gründete gemeinsam mit Gisela Reissenberger das Kabarett Kleine Bühne. Als Erich Brehm 1951 die Leitung des Kabaretts übernahm, arbeitete er wieder als Publizist, zunächst als Leiter des Ressorts Kultur/Kritik für die Zeitschrift Die Schatulle. Später wurde er freier Rezensent und Theater-Kritiker beim Rundfunk der DDR und mehrerer Zeitungen, für die er auch unregelmäßig Glossen, Satiren und Gedichte schrieb. Er verfasste aber auch Hörspiele und erarbeitete Manuskripte für Unterhaltungs-Sendungen des Fernsehens. Auf dem VII. Schriftstellerkongress 1973 wurde Horst Heitzenröther in die Revisionskommission des Deutschen Schriftstellerverbandes der DDR gewählt.
Heitzenröther starb im Alter von 102 Jahren in Berlin.

## Werke
- 2000: Leuten, Zeiten und Nichtigkeiten auf den Versen. Spreehund-Verlag, Berlin. ISBN 3-932837-34-7

## Kabarett (Textbeiträge)
- 1948: Berlin – diesseits von Gut und Böse – Regie: Heinrich Goertz (Frischer Wind im Haus Vaterland Berlin)
- 1958: Blick zurück nach vorn – Regie: Wolfgang E. Struck (Kabarett-Theater Distel Berlin)
- 1959: Lach matt – Regie: Wolfgang E. Struck (Kabarett-Theater Distel Berlin)
- 1960: Jetzt hats geklingelt – Regie: Wolfgang E. Struck (Kabarett-Theater Distel Berlin)
- 1962: Die Macht ist nicht allein zum Schlafen da – Regie: Robert Trösch – Regie: Wolfgang E. Struck (Kabarett-Theater Distel Berlin)
- 1963: Wir stoßen an – Regie: Gerd E. Schäfer (Kabarett-Theater Distel Berlin)

## Hörspiele
- 1970: Mit Erwin Strittmatter: Der Wundertäter – Regie: Walter Niklaus (Hörspiel, 10 Teile – Rundfunk der DDR)
- 1971: Mit Dimitar Dimoff: Tabak – Regie: Walter Niklaus (Hörspiel, 5 Teile – Rundfunk der DDR)